# Peter Lougheed
Pour les articles homonymes, voir Lougheed.
Edgar Peter Lougheed, né le 26 juillet 1928 à Calgary (Alberta) et mort dans la même ville le 13 septembre 2012, est un avocat et ancien homme politique canadien métis, et ancien joueur de la Ligue canadienne de football. Il a été premier ministre de l'Alberta de 1971 à 1985. Il était le petit-fils de James Alexander Lougheed, un ancien sénateur d'Alberta et important homme d'affaires. Après une courte carrière de football, il commençait à pratiquer le droit à Calgary. En 1965, il a été élu chef des progressistes-conservateurs qui, à l'époque, n'avaient aucun siège dans l'Assemblée législative de l'Alberta. Il ramenait le parti à la législature pendant l'élection provinciale de 1967. Quatre ans plus tard, son parti gagne le pouvoir avec 49 sur 75 sièges, repoussant le Parti crédit social qui dirigeait la province depuis l'élection générale de 1935. De cette façon il créa une dynastie progressiste-conservateur dans la province, qui gouvernait sans interruption jusqu'à 2015 quand le NPD gagna une majorité. Cela représente le plus longue mandat ininterrompu pour un parti provinciale au Canada jusqu'à ce jour. Lougheed a été réélu en 1975, 1979 et 1983 par les majorités écrasantes chaque fois.
En tant que premier ministre de l'Alberta Lougheed fit progresser l'élaboration des ressources pétrolières et gazières. Il a ouvert le Heritage Fund de l'Alberta comme moyen de faire en sorte que l'exploitation des ressources naturelles non-renouvelables créerait une bénéfice de longue durée pour la province. Il introduisait aussi la Déclaration des droits de l'Alberta. Lougheed et le gouvernement fédéral de Pierre Trudeau se sont disputés à propos du Programme énergétique national après son introduction en 1980. Néanmoins, un accord a finalement été conclu concernant le partage de revenus après négociations intenses. L'offre à retenir de Calgary pour accueillir les Jeux olympiques en 1988 a été développé sous Lougheed.
De 1996 à 2002, Lougheed a été chancelière de Queen's University.
En 2012, la revue Options Politiques de l'Institut de recherches en politique publique nomma Lougheed le meilleur premier ministre d'un province au cours des quarante dernières années.

## Biographie
Peter Lougheed est né le 26 juillet 1928 à Calgary, fils de Edgar Donald Lougheed et Edna Alexandria Bauld. Son grand-père paternel était James Alexander Lougheed. James Lougheed a accumulé une grande fortune avant sa mort en 1925, mais la Grande dépression l'a essuyé presque entièrement. Les premières années dans la vie de Peter étaient dures. La famille devait déménager d'un appartement loué à un autre. Il fréquentait le Stratcona School for Boys, Earl Grey School, Rideau Park School et Central Collegiate Institute, tous à Calgary. Dans la dernière de celles-ci, il a établi l'association étudiante et, par la suite, devenait son tout premier président. Il s'est distingué par le sport, particulièrement le football.
Après avoir obtenu son diplôme de Central Collegiate, Lougheed commençait ses études à l'Université de l'Alberta. Il a reçu son baccalauréat ès arts soit en 1950 soit en 1951, et son baccalauréat en droit en 1952. À cette université, il jouait le football pour l'équipe universitaire les Golden Bears. Il a servi comme président de l'association étudiantes entre 1951-52, et écrivait dans la page des sports dans le journal étudiant The Gateway. Durant ses études, il habitait pendant un temps à Rutherford House en tant que membre de Delta Upsilon. En 1952 il s'est épousé avec Jeanne Rogers. Il l'a rencontré à l'université. Peu après le mariage, le couple a déménagé à Massachusetts où Lougheed a poursuivi des études pour une maîtrise en administration des affaires à Université Harvard. Il travaillait pendant l'été avec Gulf Oil à Tulsua, Oklahoma, où il était témoin au boom pétrolier. Le politologue Allan Tupper a suggéré que Lougheed y voyait un avenir possible pour l'Alberta. Il a eu une fille avec sa femme - la socialiste  Meredith Loureed qui est née en 1964. 
Après Harvard, Lougheed devait prendre des décisions sur sa carrière. Il a cru qu'il faut éviter la spécialisation en faveur de maximiser la diversité de leurs expériences. Il a prévu travailler dans les milieux du droit, de la politique et des affaires.